# 후지사와촌 (사이타마현 오사토군)
후지사와촌(藤沢村)은 사이타마현의 북서부, 오사토군에 속했던 촌이다. 처음엔 한자와군 소속이였다.

## 역사
- 1889년 4월 1일 - 정촌제 시행에 의해 한자와군 하타라촌이 성립하였다.
- 1896년 4월 1일 - 한자와 군이 오사토 군, 하타라 군, 오부스마 군과 통합해 오사토 군이 된다.
- 1937년 1월 18일 - 구마가야 육군 비행학교 학생이 조종하는 비행기가 우에노 고원에 추락. 주택 1채를 덮쳐 승무원 2명, 주민 2명이 중상을 입었다.
- 1955년 1월 1일 - 후카야 정, 아케토 촌, 오요리 촌, 하타라 촌과 합병해 후카야시(초대)가 되었다.
- 2006년 1월 1일 - 오카베 정, 가와모토 정, 하나조노 정과 합병해 후카야시(2대)가 되었다.